# Bisztynek
Bisztynek (en allemand : Bischofstein, en lituanien : Vanagėnai) est une ville située dans la partie nord-est de la Pologne. Administrativement, il s'agit d'une Gmina (commune) située dans le Powiat (district) de Bartoszycki et la Voïvodie de Varmie-Mazurie.
Les principaux sites touristiques sont :
- la Porte de Lidzbark (en polonais : Brama Lidzbarska), unique vestige de l'enceinte urbaine établie à la fin du Moyen Âge pour protéger la ville. Édifiée à partir de 1481, elle fut reprise en 1780.
- l'Église Saint-Mathieu, principal sanctuaire de la ville, est un édifice mêlant les styles gothiques et baroques. Bâti sur un plan basilical à trois nefs, il doit son originalité à une reconstruction consécutive à un incendie, survenu en 1770. L'église est également consacrée au « Sang du Christ ».

## Histoire
De 1818 à 1945, Bischofstein fait partie de l'arrondissement de Rößel (de) dans la province de Prusse-Orientale.